# Julio Herraiz España
Julio Herraiz España (Zaragoza, 21 de enero de 1962) es un diplomático español. Es embajador de España en Corea del Sur (desde 2025).

## Carrera diplomática
Julio nació en Zaragoza. Tras licenciarse en Derecho en la Universidad de Zaragoza, ingresó en la carrera diplomática (1989).
Ha sido cónsul general en Bata (Guinea Ecuatorial), y ha estado destinado en las Embajadas de España en: Israel, Camerún, Angola, Japón y China. Ha sido embajador delegado (2014-2019) y presidente (2017) ante la Conferencia de Desarme de Naciones Unidas en Ginebra.
En el Ministerio de Asuntos Exteriores, Unión Europea y Cooperación - MAEUEC (Madrid) ha sido vocal asesor en el gabinete del secretario de estado de Cooperación Internacional, subdirector general adjunto de Organismos Internacionales Técnicos, subdirector general de Asuntos Internacionales de Terrorismo (2011-2014), vocal asesor para las Amenazas híbridas y ciberseguridad (2019-2020) y embajador en misión especial para el Sahel (2020-2022).